# Adam Kristensen
Adam Johan Niels Kristensen (* 10. Februar 1956) ist ein grönländischer Politiker (Inuit Ataqatigiit).

## Leben
Adam Kristensen hat keine weiterführende Ausbildung und wurde als Jäger und Fischer erzogen. Er arbeitete zeitweise auch als Fischfabriksleiter und selbstständiger Abfallentsorger. Mit seiner Frau hat er drei Kinder sowie Enkel- und Urenkelkinder, hat aber auch für sechs Kinder als Pflegevater fungiert.
Er wurde 1979 für die Siumut als in Tussaaq wohnhaft in den Rat der Gemeinde Upernavik gewählt. Später wurde Tussaaq entvölkert und die Bevölkerung zog hauptsächlich nach Innaarsuit. 1993 wurde er erneut in den Gemeinderat gewählt, diesmal für die Inuit Ataqatigiit, wobei er jedoch der einzige Kandidat seines Wahlbezirks war. Bei der Parlamentswahl in Grönland 1995 kandidierte er als Stellvertreter, wurde aber nicht gewählt. Er kandidierte bei der Parlamentswahl 2021 im Alter von 65 Jahren und erreichte mit 50 Stimmen den neunten Nachrückerplatz der Inuit Ataqatigiit. Von dort aus zog er ab 2022 mehrfach für beurlaubte Abgeordnete ins Inatsisartut ein. Bei der Wahl 2025 erreichte er mit 44 Stimmen den achten Nachrückerplatz und schied somit aus dem Parlament aus.